# 諾貝爾獎爭議
諾貝爾獎爭議，是一些關於歷史上諾貝爾獎獲獎者所產生的爭議，而歷年來文學獎與和平獎所招致的爭議最多。但与文学奖相比，和平獎是諾貝爾所有獎項中最受人爭議的一個獎項。且争议远高于其他奖项。因為和平奖獲獎者通常受到国际政治因素的影響、以及對「和平」的定義模糊不清。
諾貝爾獎是根據瑞典化學家阿佛烈·諾貝爾的遺囑所設立的獎項。他在1895年11月27日於法國巴黎的瑞典-挪威人俱樂部上立下遺囑，以遺產中的3100萬瑞典克朗來成立基金會，將基金所產生的利息每年頒獎給在前一年中為人類作出傑出貢獻的人，以表彰那些對社會做出卓越貢獻，或做出傑出研究、發明以及實驗的人士。目前諾貝爾獎總共頒發6個獎項，包括物理、化學、生理醫學、文學、和平、經濟學等領域。
以下列出各領域之爭議：

## 物理獎

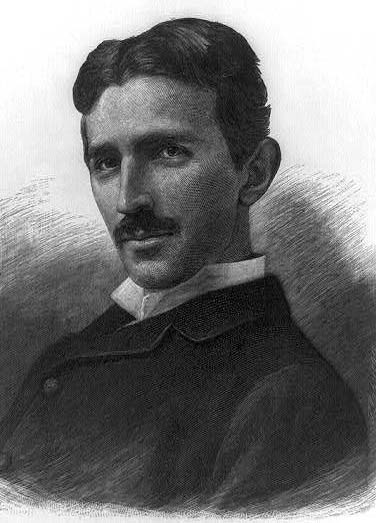
尼古拉·特斯拉

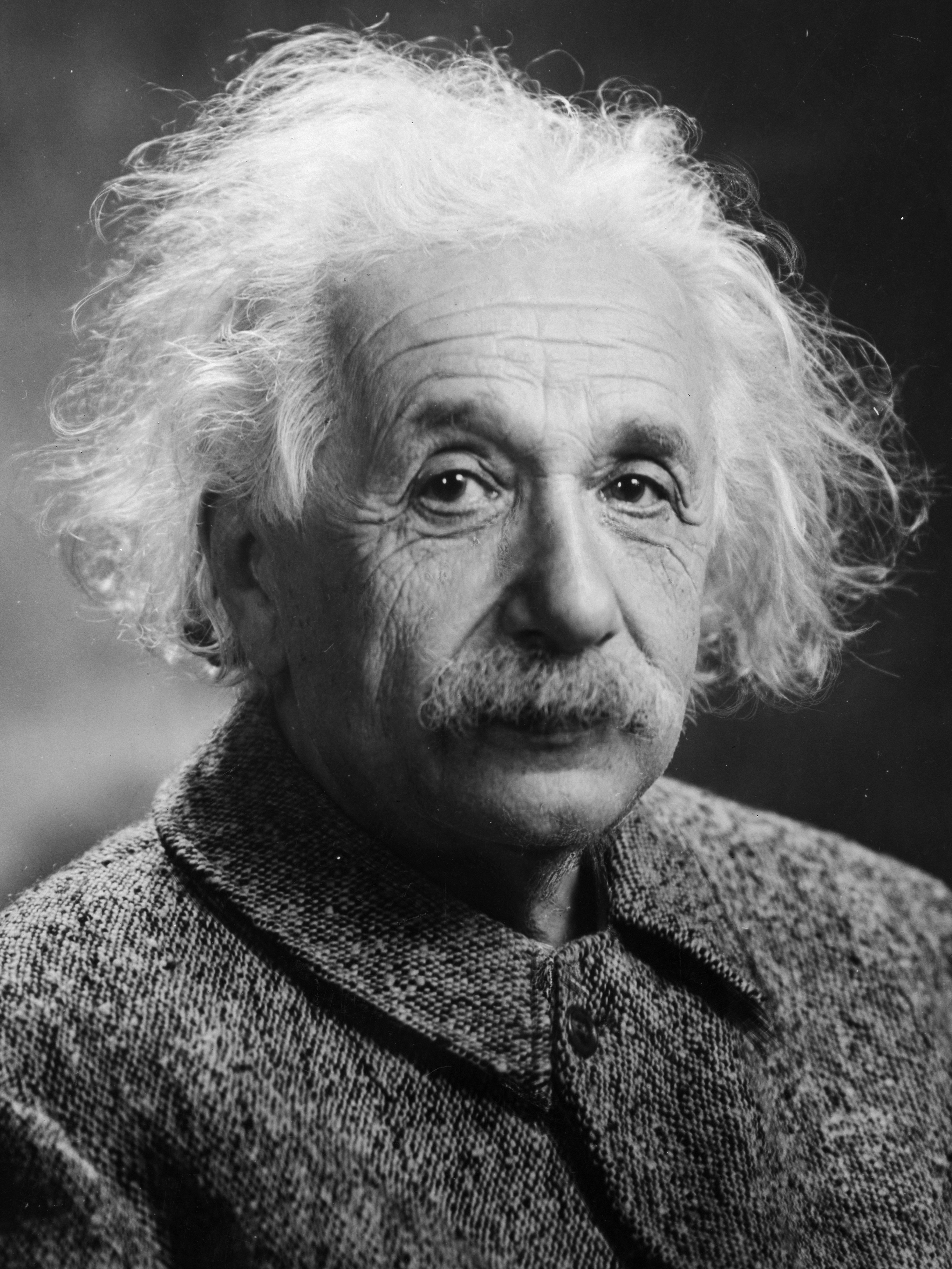
阿爾伯特·愛因斯坦的貢獻值得獲得更多諾貝爾獎

- 古列爾莫·馬可尼獲得1909年的諾貝爾物理學獎，雖然美國專利局原本首先將專利給于尼古拉·特斯拉。不過在1904年，美國專利局撤銷原先的判決，將無線電的專利權給于古列爾莫·馬可尼。最後在1942年，美國高等法院決定維持特斯拉的專利權，承認特斯拉為無線電的發明人。湯瑪斯·愛迪生與尼古拉·特斯拉曾被認為是有力獲1915年諾貝爾獎的獲選人，但他們彼此仇視。雖然兩人在當時都有巨大的科學貢獻，但最終均未得獎。當時新聞界流傳著謠言指出他們彼此都無法接受對方得獎，也拒絕共同分享獎項[2][3][4][5]。

- 約翰尼斯·斯塔克為1919年諾貝爾物理學獎獲獎者，在研究陽射線過程中發現一種重要規律，並發現了「史塔克效應」和「史坦克-愛因斯坦方程」以及「史坦克數」，使其在原子物理學領域裡獨領風騷。但此人極鮮明的擁護納粹立場卻在往後飽受爭議。曾被希特勒任命為德國物理技術研究所所長，後因屢次干涉納粹上層官員的事務，被開除納粹黨籍。1947年被盟國軍事法庭宣判服苦役4年。

- 阿爾伯特·愛因斯坦於1921年因光電效應及對理論物理學的成就而獲得諾貝爾獎，這與許多人認為他是以相對論獲獎的直覺相左。因為愛因斯坦的一些理論要經由實驗來驗證非常困難，例如重力波、光線偏折、黑洞及重力透鏡效應等，都是近年來才得以驗證。約瑟夫·泰勒及拉塞爾·赫爾斯因為首次利用脈衝星來驗證重力波的存在而獲得1993年的諾貝爾獎[6]。愛因斯坦其他重要的貢獻（包括在愛因斯坦奇蹟年提出的布朗運動及狹義相對論的論文）都無法讓諾貝爾獎評審委員接受，即使他從1910年後就多次因狹義相對論獲得提名。儒勒·昂利·龐加萊也至少因關於洛倫茲變換的相對論而獲得提名。渥克·考夫曼（Walter Kaufmann）的實驗雖然驗證相對論的正確性，但是直到亞瑟·愛丁頓在1919年的日全食觀測後，才消除科學界對於相對論的疑慮，雖然當時的數據不精確。科學家要到1970年代才獲得有關光線偏折精確的數據。

- 趙忠堯在1930年於正負電子湮沒中發現正電子的軌跡，但沒有意識到這就是正電子。獲諾貝爾物理獎的是卡爾·戴維·安德森，他在1936年因為在雲霧室中觀測到正電子的徑跡。安德遜後來承認，其發現乃受到趙忠堯的實驗結果啟發。趙忠堯最後沒有獲得諾貝爾獎[7] ，他於1998年去世。

- 恩里科·費米因「證明了可由中子輻照而產生的新放射性元素的存在，以及有關慢中子引發的核反應的發現」而獲得1938年諾貝爾物理學獎。費米認為自己創造出新的超鈾元素，後來證明這個獎過早頒給費米。事實上，他其實是無意間驗證了核裂變的存在。在獲得諾貝爾獎後，這個錯誤的解釋才被推翻。

- 莉澤·邁特納對於發現核裂變有直接貢獻，但卻沒有獲得諾貝爾獎。事實上，她才是第一個解釋理論核分裂的科學家，而不是獲得1944年諾貝爾獎的奧托·哈恩。根據許多累積的實驗資料，莉澤·邁特納成功將尼爾斯·波耳的液滴模型（一開始是由喬治·伽莫夫所提議的[8]）應用在核分裂理論。奧托·哈恩的助手弗里茨·施特拉斯曼對於核分裂研究也有所貢獻[9]，但沒有被列入得獎考慮名單中。邁特納是一位猶太人，納粹政府對奧托·哈恩施加強大的壓力，讓他盡量忽略邁特納的貢獻。諾貝爾委員會在衡量他們的貢獻後，最終將莉澤·邁特納排除在外。

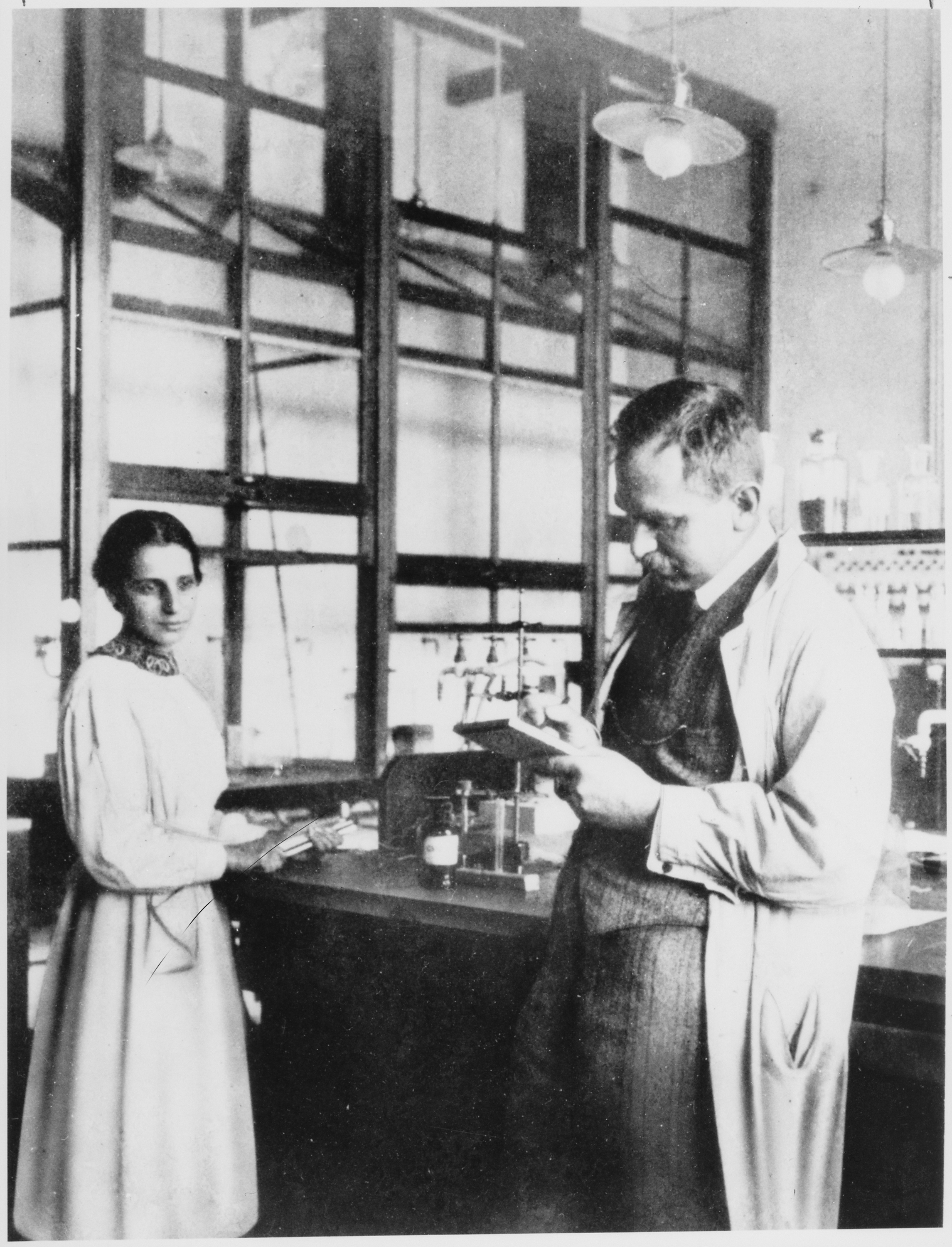
莉澤·邁特納與奧托·哈恩

- 巴西物理學家塞萨尔·拉特斯（César Lattes）是發現π介子的主要貢獻者，也是發表相關論文在《自然 (期刊)》的第一作者，但是後來卻是由實驗室的主任塞西爾·鮑威爾以「發展研究核過程的照相方法，以及基於該方法的有關介子的研究發現」獲得1950年諾貝爾獎。這一次排除塞萨尔·拉特斯得獎的理由明顯是因為諾貝爾委員會後來只頒發給實驗室領導人的政策。

- 威廉·肖克利、約翰·巴丁及沃尔特·布喇顿因為電晶體的研究而獲得1956年的諾貝爾物理獎，主因諾貝爾委員會不承認先前的許多電晶體專利。早在1928年，李利·費爾德（Julius Edgar Lilienfeld）就已經擁有幾種現代電晶體的專利權。而海爾（Oskar Heil）在1934年也獲得場效應電晶體的專利。雖然不明白為什麼他們沒有創造類似肖克利的設備，但是對於後來的電晶體發展有重要的影響。

- 羅勃特·馬沙克（Robert Marshak）和喬治·蘇達尚（George Sudarshan）成功在1957年完成解釋弱作用力的V-A理論。這個理論大致上與默里·蓋爾曼與理察·費曼後來建構的弱作用力理論是相同的。事實上，馬沙克及蘇達尚曾與默里·蓋爾曼與理察·費曼短暫的分享過研究成果[10] 。但是V-A理論沒有被正式視為是費曼理論的靈感來源。在西方科學界中，只有默里·蓋爾曼與理察·費曼的理論為人所知[11]。雖然沒有得到諾貝爾獎的肯定，V-A理論後來成為電弱交互作用理論的基礎。谢尔登·格拉肖、阿卜杜勒·薩拉姆及史蒂文·溫伯格在1979年因為統一電弱交互作用理論而獲得諾貝爾物理獎的肯定。

- 吳健雄（綽號「物理學第一夫人」）在1956年驗證弱相互作用下的宇稱不守恆，打破宇稱守恆定律，獲得1978年的沃爾夫物理獎。直到吳健雄於1997年去世為止[12]，她都沒有因這項成就與提出宇稱不守恆的楊振寧、李政道共同獲得諾貝爾物理獎。

- 喬治·茲維格（George Zweig）在1964年提出質子和中子是由更小的粒子組成。但是茲維格後來被學院所放逐，終止他與主流科學界之間的聯繫[13]。既使諾貝爾獎在1969年及1990年頒發獎項給默里·蓋爾曼、傑爾姆·弗裏德曼、亨利·肯德爾及理查·泰勒等對於夸克有所貢獻的科學家，但是茲維格的貢獻仍然遭到忽略[14]。以色列的尤瓦爾·內曼（Yuval Ne'eman）在1962年獨立於默里·蓋爾曼之外[15]，介由群來分類强子。他也認為應得的諾貝爾獎遭到默里·盖尔曼的刨竊[16]。

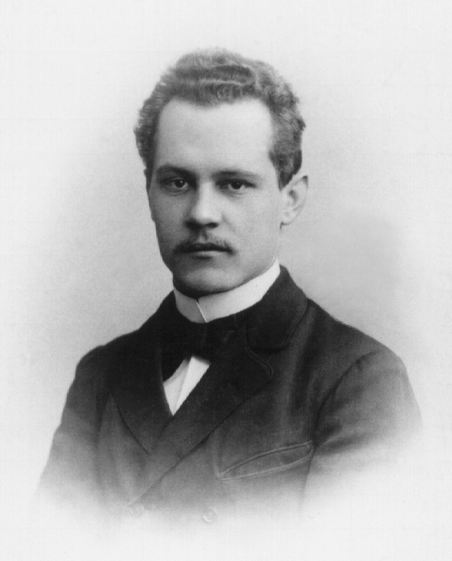
發現精細結構常數的阿諾·索末菲

- 馬丁·賴爾與安東尼·休伊什因為無線電天體物理學的開創性研究而獲得1974年的諾貝爾物理獎。休伊什被認為對脈衝星的發現扮演重要的腳色，雖然他一開始沒有正確解釋脈衝星－將它描述為外太空的「小綠人」，並標示為LGM-1。國家無線電望遠鏡天文台的David Staelin與Edward Reifenstein後來發現形成脈衝星的原因，他們發現在蟹狀星雲的中央存在一顆中子星，顯示脈衝星其實就是中子星。脈衝星在1968年被發現不久後，弗雷德·霍伊爾與湯瑪斯古德（Thomas Gold）認為脈衝星是一種快速旋轉的中子星，擁有強大的磁場，可以發射輻射線。休伊什的學生约瑟琳·贝尔·伯奈尔（Jocelyn Bell Burnell）沒有獲得諾貝爾獎，雖然她首先注意到脈衝星的無線電信號[17]。科學家可以經由脈衝星來名重力波的存在[18]。除此之外，旋轉的脈衝雙星被科學家發現可以對愛因斯坦的相對論提供更嚴緊的驗證[19]。對於未獲獎的爭議，貝爾則說「如果他們將諾貝爾獎頒給研究生的話，這將會貶低諾貝爾獎的價值，除非面對一個非常特殊的例子，但是我不認為這件事符合這種情況。[20]」

- 另一個有趣的例子出現在1978年，阿諾·彭齊亞斯與羅伯特·威爾遜因為發現微波背景輻射而獲獎，但是他們起先沒有意識到這些輻射代表什麼涵義。許多科學家認為在1948年預言宇宙背景輻射存在及提出大爆炸理論的拉爾夫·阿爾菲更應該獲得諾貝爾獎。對於阿爾菲為何無法獲得諾貝爾獎流傳許多種說法，最終都無法得到證實。

- 弗雷德·霍伊爾未與威廉·福勒共同獲得1983年的諾貝爾物理獎，雖然福勒也承認霍伊爾是恆星核合成研究的先驅之一。不少人認為霍伊爾未獲得諾貝爾獎的原因，乃因他與一些研究機構之間的關係不佳有關。

- 王淦昌[21][22]於1959年發現反西格瑪超子[23]，也是首先在1942年發表偵測微中子實驗論文的科學家[7]，但從未得過諾貝爾獎。

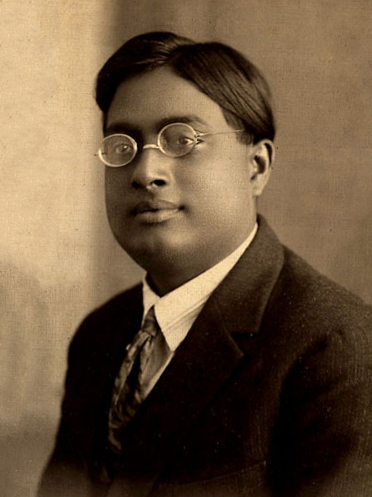
預言玻色-愛因斯坦凝聚存在的薩特延德拉·納特·玻色

- 薩特延德拉·納特·玻色預言玻色-愛因斯坦凝聚的存在。沃夫岡·凱特利、埃里克·康奈爾和卡爾·威曼後來證實玻色-愛因斯坦凝聚的存在而獲得2001年的諾貝爾獎。

- 亨利·莫塞萊以X光來研究不同元素的波長，發現其次序與元素週期表中的次序一致，於是他稱這種次序為原子序數，認為元素性質是其原子序數的週期函數，證明元素的主要特性由其原子序數決定，而不是由原子量決定，確立了原子序數與原子核電荷之間的關係，這種關係後來被稱為莫塞萊定律。莫塞萊在第一次世界大戰期間戰死，終身未獲諾貝爾獎。

- 阿諾·索末菲將波耳提出的量子模型推廣成索末菲模型，他也發現精細結構常數（這是電磁交互作用中電荷之間耦合強度的無因次度量）。索末菲曾經被提名諾貝爾獎81次之多，比任何其它物理學家都要多[24]。

- 羅伯特·赫曼（Robert Herman）與喬治·伽莫夫、拉爾夫·阿爾菲於1948年提出微波背景輻射的理論，但這三位科學家皆未獲獎。

- 布魯諾·龐蒂科夫[22]首先提出中微子振蕩的假設[25]，他認為認為特定味的微中子可以轉化為不同的味，這暗示微中子其實具有質量。雷蒙德·戴維斯與小柴昌俊後來因為發現微中子振蕩的證據而獲得2002年的諾貝爾獎，但是龐蒂科夫並未因此得獎（去世於1993年）。

- 羅伯特·奧本海默是研究量子穿隧效應的先驅，也對黑洞及脈衝星有開創性的研究，但一生皆未獲得諾貝爾獎的肯定。他也被稱為原子彈之父[26]。

## 化學獎

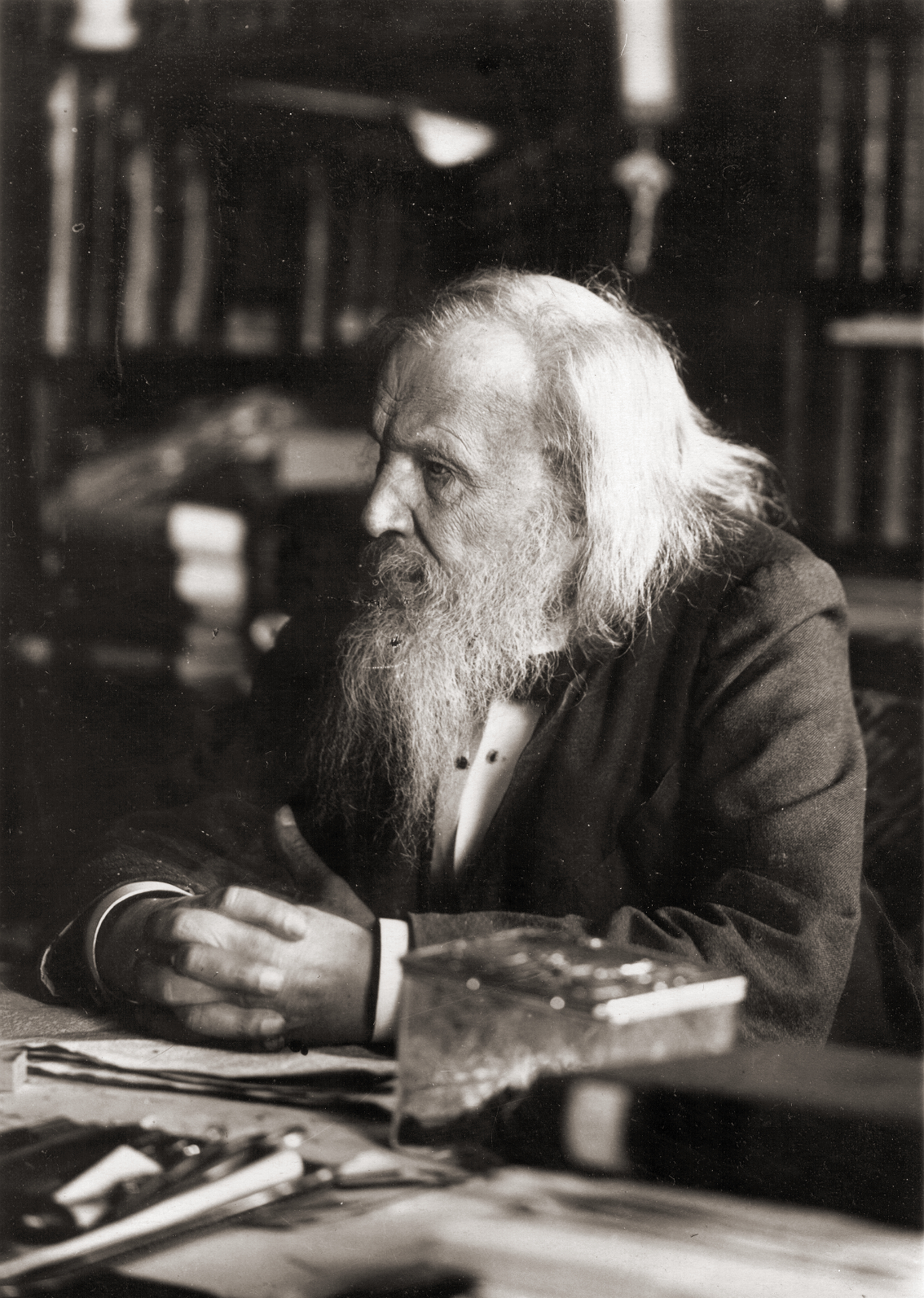
製作出世界上第一張元素週期表的門得列夫，攝於1897年

- 德米特裏·伊萬諾維奇·門捷列夫在1869年完成製作出世界上第一張元素週期表，但不曾獲得諾貝爾獎。諾貝爾化學獎委員在1906會決定的獲獎人是發明週期表的門得列夫，但是受到瑞典皇家科學院的化學家阿累尼烏斯強力杯葛，因為門得列夫曾批評過阿累尼烏斯的研究論文，因而得罪了阿累尼阿斯，導致門得列夫失去得獎的機會。
- 吉尔伯特·路易斯，以共价键、电子对、路易斯结构、化学热力学等众多重大成果闻名，1922年至1946年间41次获得诺贝尔化学奖提名却从未获奖。[27][28] 路易斯曾在能斯特和奥斯特瓦尔德指导下进行研究。 在能斯特的实验室工作室，能斯特和路易斯逐渐产生终生敌意。在之后的很多年里，路易斯在很多场合批评和贬低能斯特。 能斯特的朋友威廉·巴耳末（Wilhelm Palmær）后来担任诺贝尔奖评审委员，就曾阻止诺贝尔奖授予路易斯在热力学上的贡献。

- 亨利·艾林最早將量子力學和統計力學用於化學，並發展了絕對速率理論和液體的有效結構理論，奠定了反應速率的過渡態理論。但因亨利·艾林個人宗教信仰而從未獲獎（他是耶穌基督後期聖徒教會的終身會員）[29]。

- 詹妮弗·杜德纳、埃马纽埃尔·卡彭蒂耶兩名女性因研究CRISPR-Cas9技術，獲得諾貝爾化學獎，儘管這是基礎研究領域，但確實也有不少認為有重大貢獻的張鋒也應該得獎的說法[30][31]，而張鋒本人更獲得法院正式裁定是技術專利的發明人[32]，有報告指出，其實整個CRISPR技術廣泛複雜，故所涉及的人與科學機構相當多，很容易因為未獲獎而忽略那些必不可少的基礎建設者[33][34]。

## 生理學或醫學獎
- 埃米爾·阿道夫·馮·貝林因為開發了血清療法而獲得1901年的諾貝爾獎，但忽略一同開發血清療法、主導抗毒素研究的北里柴三郎[35]。

- 弗雷德里克·班廷及約翰·麥克勞德因為發現胰島素而獲得1923年的諾貝爾獎。但是班廷及許多人認為他的研究夥伴查尔斯·赫伯特·贝斯特才是研究的主要貢獻者。班廷原先拒絕與麥克勞德共同獲獎，認為他沒有資格獲得諾貝爾獎。班廷認為進行胰島素實驗原本是他的主意，麥克勞德只是在暑假期間借他多倫多大學的實驗室與10隻狗，並讓貝斯特擔任他的助手來進行實驗而已。當麥克勞德在1921年秋季返回多倫多大學時，班廷的實驗已經成功了。後來亞伯達大學的生化學者詹姆斯·柯利普（James Collip）因為對於剛起步的內分泌學有極大的興趣，因此密切注意班廷及貝斯特的胰臟萃取工作。後來班廷在純化胰島素上碰到瓶頸時，便邀請柯利普加入幫忙。班廷後來宣布將自己的獎金與貝斯特平分；麥克勞德稍後也宣布將獎金與柯利普共享。羅馬尼亞學者尼可萊·包勒斯克（Nicolae Paulescu）從1916年開始研究糖尿病，他也有可能比班廷早一年就發現胰島素。

- 1926年的諾貝爾生理學或醫學獎頒發給了約翰尼斯·菲比格的「癌症寄生蟲起源說」事後證明完全錯誤。原本實驗中關於寄生蟲誘發大鼠胃癌的研究，證實是飲食中缺乏維生素A導致。而諾貝爾委員會卻忽略當時成功利用焦油，誘發兔子耳朵上產生腫瘤的日本科學家山極勝三郎。如今，在大英百科全書介紹的「諾貝爾獎癌症研究」中，菲比格被完全刪除，由山極勝三郎取代之[36]。

- 鈴木梅太郎是世界最初成功提取硫胺的科學家，但被1929年生理醫學獎忽略，因為鈴木論文的德文翻譯沒有標榜「世界首例」[37]。

- 1948年的諾貝爾生理學或醫學獎頒發給了瑞士化學家保羅·赫爾曼·穆勒，他發現了DDT是一種高效殺死多類節肢動物的接觸性毒藥。二戰期間盟軍的確曾在那不勒斯使用DDT成功阻止一場斑疹傷寒的爆發。1948年至1970年，DDT拯救了約5000萬人的生命。但在1960年代科學家們發現DDT在環境中非常難降解，並可在動物脂肪內蓄積，甚至在南極企鵝的血液中也檢測出DDT。據估計，DDT在生物體內的代謝半衰期為8年；鳥類體內含DDT會導致產軟殼蛋而不能孵化，尤其是處於食物鏈頂極的食肉鳥如美國國鳥白頭海雕幾乎因此而滅絕。而且DDT對魚類是高毒的，因此從1970年代後，多數國家明令禁止或限制生產和使用DDT。

- 賽爾曼·A·瓦克斯曼因發現鏈黴素和其他抗生素而獲得1952年的諾貝爾獎，[38]但忽略了與他一起發現鏈黴素的艾伯特·沙茨（Albert Schatz）[39]。於是沙茨對瓦克斯曼提起了一項關於鏈黴素發現過程的細節與功勞的訴訟。最後的結果是沙茨擁有實質上的獲獎，並且與瓦克斯曼同時成為官方認可的鏈黴素共同發現者。後來瓦克斯曼把諾貝爾獎獎金贈給羅格斯大學做研究基金。

- 約拿·馬太（Johann Matthaei）與馬歇爾·沃倫·尼倫伯格在1961年利用大腸菌的無細胞萃取液，破解遺傳密碼，為現代的遺傳學鋪路。雖然馬歇爾·沃倫·尼倫伯格後來在1968年獲得諾貝爾獎，但是負責進行實驗的約拿．馬太卻沒有獲獎，精確的實驗結果也有證據顯示遭到尼倫伯格的竄改[40]。

- 人工合成牛胰島素與諾貝爾獎的關係曾引起熱烈討論。[41]

- 佛朗西斯·克里克、詹姆斯·杜威·沃森及莫里斯·威爾金斯因為發現DNA雙螺旋結構而獲得1962年的諾貝爾獎。但是艾力克·斯托克斯、賀伯特·威爾森及埃爾文·查戈夫等這些對雙螺旋結構有貢獻的科學家並沒有獲獎。除此之外，奧斯瓦爾德·埃弗裏、埃爾文·查戈夫（發現查戈夫法則）及羅莎琳·富蘭克林（她拍攝的X光照片照片51號，以及關於此物質的相關數據，是詹姆斯·華生與佛朗西斯·克裏克解出DNA結構的關鍵）對於克裏克、及沃森闡明DNA雙螺旋結構有直接的貢獻，但是埃弗裏及富蘭克林別在1955年及1958年去世，因此並沒有因此獲獎。

- 霍华德·马丁·特明等3人因發現逆转录酶而獲得1975年的諾貝爾獎，但事實上日本人水谷哲（Satoshi Mizutani）才是發現逆转录酶的論文第一作者。由於《自然》的編輯擅自將共同作者的順序對調，因此水谷沒有獲獎[42]。

- 菲力浦·夏普及李察·羅勃茲（Richard J. Roberts）因為發現斷裂基因及遺傳工程機制而獲得1993年的諾貝爾獎。其他科學家（包括詹姆斯·杜威·沃森及諾曼·戴維森）認為與李察·羅勃茲一起合作研究的周芷[43]也應該一起獲獎[44]。周芷在1976年利用R－團環技術來測定腺病毒RNA的長度與這些RNA在基因上的確實位置[45]，並因此發現斷裂基因。後來她在長島的冷泉港實驗室具續進行研究，並與羅勃茲共同發表研究結果。

- 本庶佑和詹姆斯·艾利森因为癌症免疫疗法获得2018年诺贝尔生理学或医学奖。但作為华伦阿尔波特奖（英语：Warren Alpert Foundation Prize）五名得主之一、發現PD-L1的陈列平并没有获奖[46][47]陈列平在一篇陈列平#採訪中認為自己功勞更大。

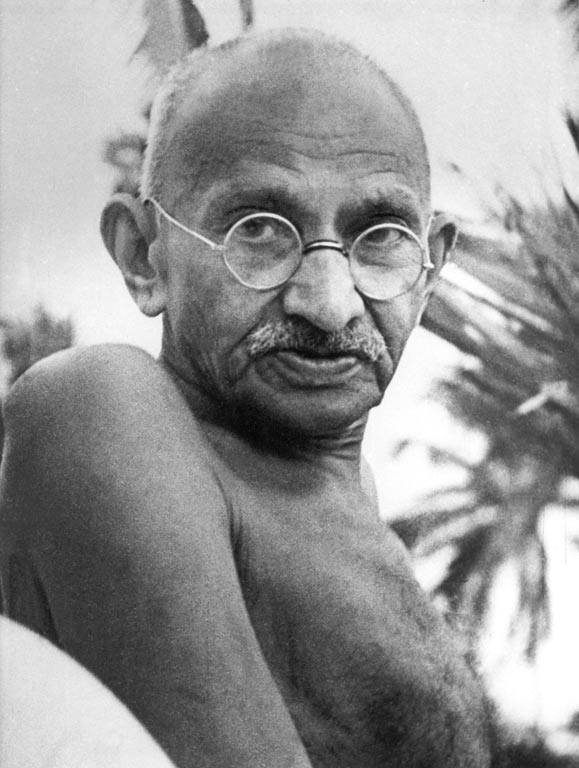
印度國父聖雄甘地

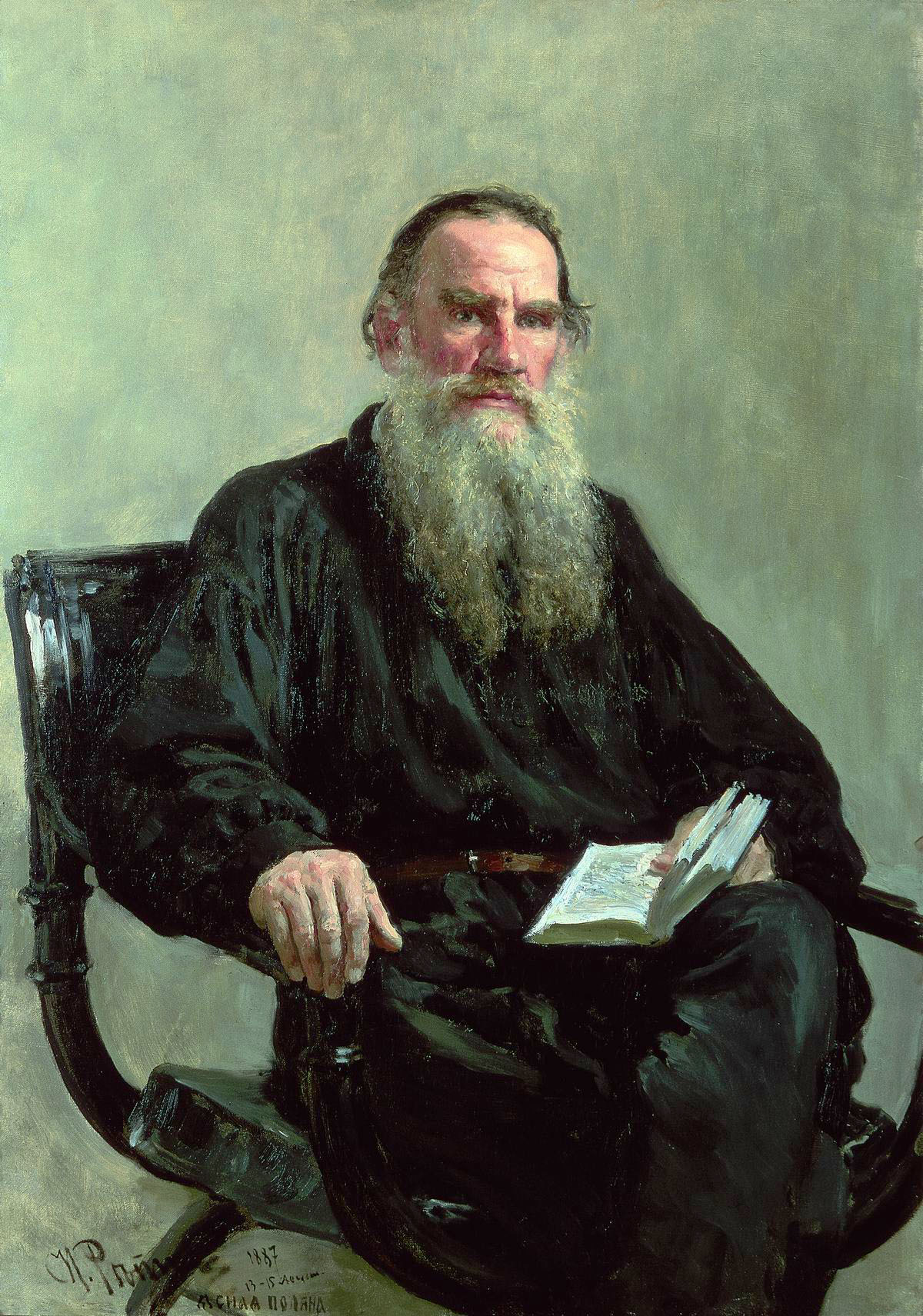
列夫·托爾斯泰是20世紀最偉大的作家之一

## 和平獎
和平獎也是諾貝爾所有獎項中最受人爭議的一個獎項，且争议远高于其他奖项。因為獲獎者通常受到政治因素的影響、以及對「和平」的定義模糊不清。
- 聖雄甘地從未獲得諾貝爾獎，雖然他曾在1937年至1948年間獲得5次提名。後來諾貝爾委員會承認將聖雄甘地排除在獲獎名單內是個錯誤。諾貝爾委員會雖然承認錯誤，但在甘地去世那一年（1948年），諾貝爾和平獎並未頒發，因為「沒有任何在世候選人符合標準」。雖然在1961年，當時的聯合國秘書長道格·哈馬紹曾在死後被追授諾貝爾和平獎，當時他已經獲得提名。

- 1973年的諾貝爾和平獎，頒發給北越領導人黎德壽及美國國務卿季辛吉。美國於1960年代早期開始介入越南戰爭，從1968年到1973年間曾舉行多場公開及不公開的巴黎和平會談。其間於1970年起，黎德壽曾多次與美國國家安全事務助理季辛吉秘密會談，使1973年1月27日的巴黎和平會議能商討兩越停火事宜。會議繼續召開期間，越南當地尚有一些零星戰鬥，美國於當年3月29日前從越南撤軍，但仍向北越發動轟炸。由於雙方持續違反停火協議，黎德壽與季辛吉於同年五至六月繼續於巴黎會晤，商討行使停火協議事宜。至6月13日，美國與北越代表正式宣佈行使條文內容。該年諾貝爾委員會的決定為諾貝爾獎史上最為難堪且最受垢病的一頁，黎德壽因為未確實實現和平因而拒絕領獎，季辛吉則選擇領取了獎項，但因為是「戰犯」獲獎而引發了爭議，兩位諾貝爾委員會委員為此下台。不久，戰火重燃，南越於1975年4月淪陷。

- 1975年，蘇聯的核物理科學家安德烈·萨哈罗夫獲獎，當時的蘇聯政府禁止他出國領獎，他的妻子葉蓮娜在頒獎典禮上代他宣讀演講辭。

- 1983年，波蘭團結工會领袖瓦文萨致力于波蘭的人權運動而獲獎。但他自1981年12月開始即被波蘭政府軟禁，1982年11月雖被釋放，但政府仍不允許他前去參與受獎儀式，最後是由他的夫人至挪威代為領獎。

- 第十四世達賴喇嘛，於1989年由於他為西藏自由與維護西藏人民的歷史文化遺產所做和平非暴力的努力而獲得諾貝爾和平獎。但由於他被指曾經接受美國中央情報局的財政支援以暴力發動西藏獨立政變[48]，中華人民共和國政府對頒發獎項提出抗議。

- 1990年由蘇聯領導人戈尔巴乔夫獲獎，在其領導之下，蘇聯完全解體，其在職時期的政策導致了冷戰的結束。但對於許多俄國人而言，他的獲獎是有所爭議的。對於美國人來說，與戈巴契夫攜手結束冷戰的美國總統雷根卻未能獲獎，令人匪夷所思。

- 1991年，緬甸人權政治家翁山蘇姬因「爭取民主和人權的非暴力鬥爭」而獲諾貝爾和平獎，但她本人被緬甸政府拘押。緬甸當局指出，若釋放翁山蘇姬，則她必須永遠離開緬甸和政治界，但此條件被她拒絕。在12月10日頒獎日，由她的二個兒子亞歷山大和金代領。日後她參政時對羅興亞人立場和言論自由的限制引發爭議。

- 由於在奧斯陸協議中的重要影響，以色列總理拉賓與巴解組織領袖阿拉法特、以色列外交部長希蒙·佩雷斯共同獲得了1994年的諾貝爾和平獎。奧斯陸協議使得拉賓在以色列國內的形象兩極分化，一部分人將他視為帶來和平的英雄，一部分人則視他為出賣以色列國土的叛徒。另一方面，巴解組織則因其多項恐怖行動而臭名昭著，但該組織領導人阿拉法特卻被被授予諾貝爾和平獎，因此諾貝爾委員會中有一人引咎辭職。許多以色列人擔心拉賓背叛祖國以色列，並放棄大量土地，由此導致更多猶太人死亡。1995年11月4日，在特拉維夫的以色列國王廣場上參加和平集會之後，拉賓遭到刺殺。而中東迄今仍無和平可言。

- 2003年，和平獎頒發給伊朗律師希爾琳·艾芭迪，雖然伊朗政府極力反對，但伊朗政府並未阻止她前去領獎，而伊朗政府在頒獎當日也派人參加典禮。2009年11月26日，伊朗政府史無前例地沒收她的獎項，這是諾貝爾獎創設108年以來從未發生過的事。

- 卸任美國總統卡特、前副總統高爾與前美國總統歐巴馬三人分別在2002年、2007、2009年獲得諾貝爾和平獎。三項獎項的頒發被媒體揶揄為「反小布希三大獎」，由挪威諾貝爾委員會決定的諾貝爾和平獎被外界質疑過於政治色彩而不具公信力。其中因致力防止地球暖化的高爾獲獎後雖未有對其本人的批評，但也被批為偏離諾貝爾和平獎應該獎勵的範疇。美國首位黑人總統歐巴馬則在任內第一年，幾乎毫無建樹之下便獲得此殊榮，造成極大爭議。

- 劉曉波在2010年獲得诺贝尔和平奖，並引起中国官方的强烈反应。中国官方聲稱这违背了和平奖的宗旨，是对诺贝尔和平奖的“亵渎”[49]。同时官方当时加紧了对相关内容的审查和屏蔽[50]，也拘捕了一些慶祝劉曉波得獎的人[51]，并軟禁劉曉波妻子劉霞[52]。

## 文學獎
許多重要的文學家都未曾獲得諾貝爾文學獎，例如安东·契诃夫、列夫·托爾斯泰、安德烈·别雷、托馬斯·哈代、維吉尼亞·吳爾夫、約瑟夫·康拉德、埃米爾·左拉、安德烈·马尔罗、馬塞爾·普魯斯特、亨利·易卜生、奧古斯特·斯特林堡、法蘭茲·卡夫卡、貝爾托·布萊希特、亨利·詹姆斯、马克·吐温、詹姆斯·喬伊斯、福特·馬多克斯·福特、艾茲拉·龐德、弗朗西斯·斯科特·菲茨杰拉德、威斯坦·休·奥登、弗拉基米爾·納博可夫、豪尔赫·路易斯·博尔赫斯、伊塔罗·卡尔维诺、罗伯特·穆齐尔、赫尔曼·布洛赫、米兰·昆德拉等。
1958年，著有小說《日瓦戈医生》的蘇聯作家巴斯特納克獲得諾貝爾文學獎，獲獎原因是「在現代抒情詩和偉大的俄羅斯敘事文學領域中所取得的傑出成就」，他感動的致電瑞典皇家學院：「極為感謝！激動！榮耀！驚訝！慚愧。」，四天後由於蘇聯眾多輿論的反對，被蘇聯作家協會開除會籍，甚至有人舉著標語遊行要求驅逐出境。巴斯特納克對事態的發展始料未及，便於同年10月29日宣佈拒受諾貝爾文學獎。巴斯特納克的委曲求全終於起了作用，加上世界輿論的幫忙，他仍得以留在自己的祖國。他只好拒絕領獎，致電寫道：「鑒於我所從屬的社會對我被授獎所做的解釋，我必須拒絕領獎，請勿因我的自願拒絕而不快。」並在痛苦與孤寂中度過他苦難一生中的最後兩年。1960年5月30日，巴斯特納克病逝。他是諾貝爾獎百年歷史上唯一一位在生前不僅未曾因獲獎而取得榮譽，反而招致恥辱和災難的文學獎得獎者。

## 經濟學獎

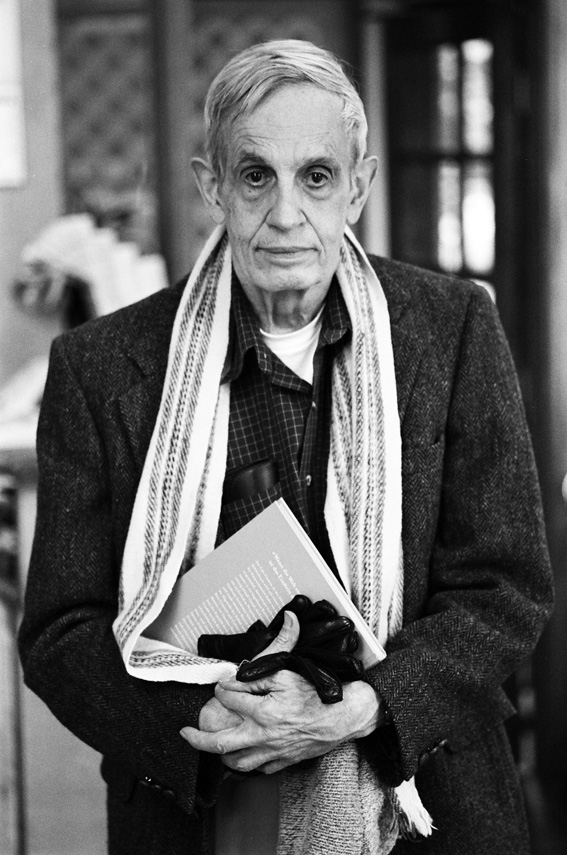
提出納什均衡概念的約翰·福布斯·納什曾經患有精神分裂症

- 有許多人認為經濟學獎應該與諾貝爾獎劃清界線，它們之間的關連通常是爭議的來源之一。阿爾弗雷德·諾貝爾的姪子人權律師彼得·諾貝爾亦對此多次批評[53]。一些人認為諾貝爾獎偏好頒給主流經濟學[54][55]，因為芝加哥大學的得主比其他大學都要多（共有9座諾貝爾獎）。瑞典經濟學家、1974年诺贝尔经济学奖得主貢納爾·默達爾及前瑞典财政大臣谢尔-奥洛夫·费尔特（英语：Kjell-Olof Feldt）曾提議廢除諾貝爾經濟學獎[56]。

- 米爾頓·傅利曼獲得1976年得諾貝爾獎。這次授獎導致國際上的批評[57]，主因是他在1975年3月造訪智利，發表演講並會見數名政府官員及獨裁者皮諾切特[58]。喬治·沃爾德、萊納斯·鮑林、戴維·巴爾的摩及薩爾瓦多·盧瑞亞等四名諾貝爾獎得主在1976年10月投書《紐約時報》來抗議將諾貝爾獎頒給米爾頓·傅利曼[59][60]。

- 約翰·福布斯·納什獲得1994年的諾貝爾獎，但是因為他曾有精神分裂症及反猶太主義的思想而受到爭議[61]。

- 保羅·克魯格曼獲得2008年的諾貝爾獎，他因為經常公開批判美國總統喬治·沃克·布希，導致諾貝爾委員會被批評其實偏好左傾的得主。但是諾貝爾委員會後來迅速澄清「委員會並沒有預設任何政治立場」[62] 。

## 外部連結
- Article on Why Was Gandhi Never Awarded the Nobel Peace Prize?（页面存档备份，存于）
- BBC article on Nobel Peace Prize controversies（页面存档备份，存于）
- CNN overview of Nobel prizes（页面存档备份，存于）
- Declined papers that won Nobel prizes
- Nobel Foundation official site（页面存档备份，存于）